# 宁波第五医院
宁波第五医院，又称宁波肿瘤医院，是中国浙江省宁波市镇海区的一座非营利性民营医院，为三级乙等医院，医院成立于2011年3月16日，12月26日正式启用，是以肿瘤诊疗为特色的综合性医院，是宁波唯一一家以肿瘤专科为特色的综合性医院。